# Dix symboles de longévité

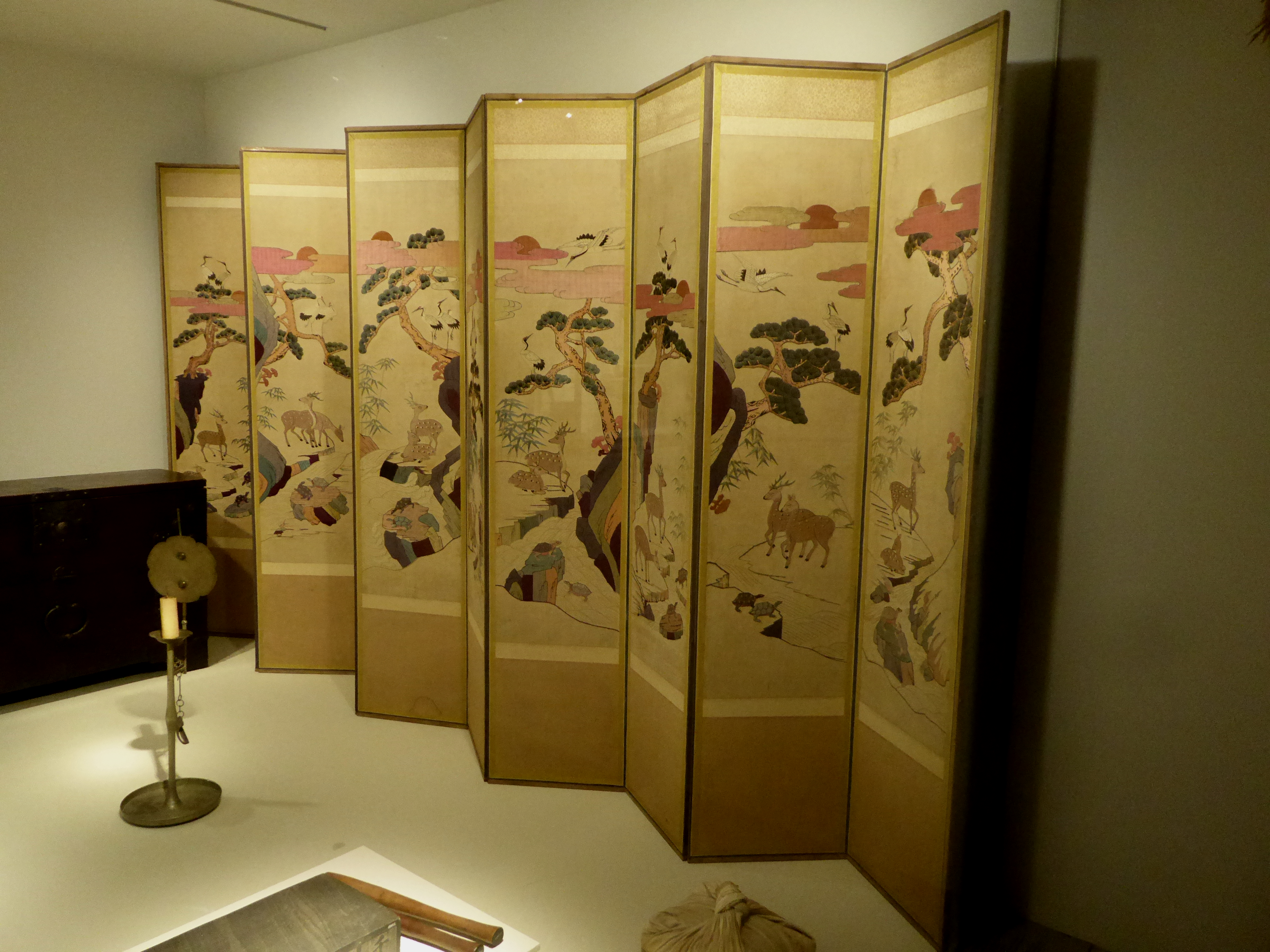
Les dix symboles sur un paravent brodé du début du XXe siècle (Musée folklorique national de Corée, Séoul).

Les dix symboles de longévité (shipjangsaeng) sont un motif iconographique traditionnel de la peinture coréenne, qui s'est développé pendant la période Joseon (1392 - 1910).
Les symboles réunissent des éléments naturels (soleil, eau, nuage, rochers), des végétaux (champignons, bambou, pin) et des animaux (cerf, grue, tortue). Certains sont d'origine chinoise (champignon d'immortalité) et d'autres spécifiquement coréens (tortue). L'association des dix symboles est particulière à la Corée.

## Historique
Le thème de la longévité et même de l’immortalité est courant dans les traditions de l’est asiatique, en particulier taoïstes. Malgré cette origine, le motif des dix symboles de longévité s'est répandu dans la Corée néo-confucianiste de l'ère Joseon. Il s'y est associé à des éléments populaires coréens enracinés dans le chamanisme et l'animisme.
La plus ancienne description du thème des dix symboles de longévité remonte à un écrit de la fin de l’époque Goryeo, époque à laquelle un tableau illustrant ce thème était offert au roi à l'occasion du nouvel an. Cette tradition s'est poursuivie sous la dynastie Joseon, instaurée en 1392, et s'y est maintenue pendant la période où la Corée s'est fermée au monde extérieur. Le motif s'est développé aux 18e et 19e siècles, avec la renaissance de motifs non spéciquement confucéens. 
Il apparaît sur des peintures, notamment des paravents de dix panneaux, mais aussi des céramiques ou des objets domestiques.

### Les dix symboles
La liste souvent donnée des dix symboles est la suivante ,,, :
- le pin (sonamu), en raison de sa résistance aux rigueurs de l'hiver ;
- la grue (hak), animal omniprésent dans les arts coréens, en peinture mais aussi sur les vases ;
- le champignon d'immortalité (yeongji), nourriture supposée contenir un elixir d'immortalité ;
- les nuages (gureum), qui produisent la pluie et sont donc source de fertilité ;
- les montagnes (san) ou les rochers, symboles d'endurance et de constance ;
- le soleil rouge (hae), source de chaleur et de régénération ;
- le bambou (daenamu), caractérisé par sa flexibilité et sa durabilité ;
- l'eau (mul), sans laquelle aucune vie ne peut exister ;
- le cerf (saseum), considéré comme le seul animal capable de trouver le champignon d'immortalité ;
- la tortue (geobuk) à la très longue durée de vie.

Le cerf et la tortue peuvent être remplacés par :
- la pêche (bogsung-a), symbole de fertilité et de continuité des générations à cause de sa ressemblance avec le sein féminin[5] ;
- la pivoine (molan), qui représente elle aussi la fertilité[5].